# Xylocopa shelfordi
Xylocopa shelfordi är en biart som beskrevs av Peter Cameron 1902.
Xylocopa shelfordi ingår i släktet snickarbin och familjen långtungebin. Inga underarter finns listade i Catalogue of Life.